# Столові води Вінниччини
До столових вод належать підземні води, які за рівнем мінералізації відповідають прісним водам, відзначаються якісними показниками і рекомендовані для промислового розливу. Ці води під відповідними присвоєними їм назвами включаються в ДСТУ 878-93 «Води мінеральні питні». Таких налічується понад 40 назв вод, які видобуваються зі свердловин або випливають з джерел на Вінниччині. Однак детально розвідано лише одне родовище — «Регіна», запаси ще декількох родовищ попередньо оцінені й експлуатуються на умовах дослідно-промислового видобутку. Значна кількість столових вод видобувається з нерозвіданих запасів.
Серед столових вод на території області найпоширеніша група гідрокарбонатних вод складного катіонного складу із загальною мінералізацією від 0,3 до 1,0 г/дм³. У цю групу входять води, які вже розливаються: «Регіна», «Шумилівська», «Панда», «Вербівська», «Абсолют», «Вінна», «Тиврівська», «Барчанка», «Тульчинська», «Яружанка», «Ямпільська» та багато інших менш відомих. До гідрокарбонатно-сульфатних складного катіонного складу з мінералізацією від 0,4 до 1,0 г/дм відносяться «Гайсинська» і «Ладижинська». До гідрокарбонатно-хлоридних складного катіонного складу з мінералізацією від 0,5 до 1,0 г/дм³ віднесені «Подільська» і «Уланівська». До гідрокарбонатно-сульфатних — вода «Поділля» з мінералізацією 0,5—1,0 г/дм.
Серед столових вод, які не використовуються або використовуються в незначних обсягах, в плані організації розливу найперспективнішими є потужні джерела вод: «Княжна», «Шумилівська», «Шипіт» та інших; води з багатьох свердловин, в тому числі розташованих поблизу м. Вінниця — «Стрижавчанка», «Вороновицька», «Лебедине озеро», «Калинівська», «Гейденська».
Крім того, в області відомо десятки різною мірою вивчених джерел і свердловин, вода з яких, за попередніми даними, може бути використана для розливу як столова. Серед таких — потужні джерела якісних вод поблизу сіл Демидівка та Курилівці в Жмеринському районі, Велика Вулига і Кліщів в Тиврівському, у села Руданського та Пеньківки Шаргородського району, Комаргорода, Гнаткова і Липівки в Томашпільському, Ординець Погребищенського району. Високодебітні свердловина з надзвичайно чистою водою розвідана неподалік с. Яришевки на околиці Вінниці і багато інших.